# Butano-2,3-diol
Butano-2,3-diol é um composto orgânico com a fórmula (CH3)2(CHOH)2.  Ele possui três estereoisómeros , todos líquidos viscosos incolores. Butanodiois tem são utilizados como precursores de vários plásticos e pesticidas.